# Борисоглебский (Мурманская область)
Борисогле́бский (фин. Kolttaköngäs, норв. Skoltfossen) — посёлок в Печенгском районе Мурманской области. Входит в городское поселение Никель.

## Образование посёлка
Поселок был включён в учётные данные и получил наименование 28 ноября 1961 года. Был образован как жильё для персонала расположенной поблизости крупнейшей ГЭС региона — Борисоглебской, запущенной в эксплуатацию в 1964 году. В настоящее время дома посёлка в основном используются под дачи.
Приблизительно в 5 км от посёлка расположен единственный наземный таможенный переход на российско-норвежской границе «Борисоглебск — Стурскуг».

## История

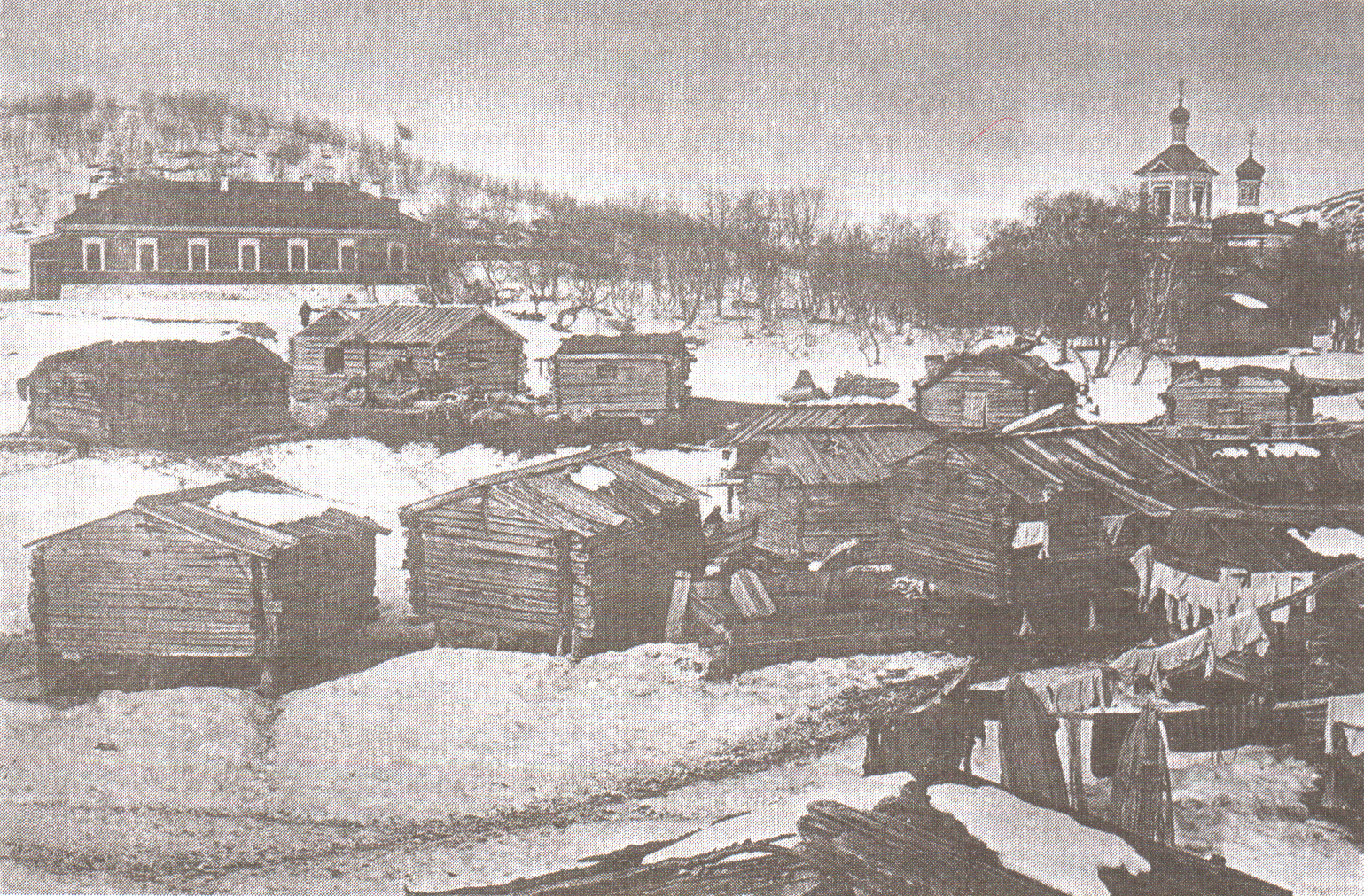
Пазрецкий погост. Фотография 1911 года

Ранее на месте посёлка Борисоглебский находился Пазрецкий колтта-саамский погост Александровского уезда Архангельской губернии.
Трифон Печенгский (Трифона Кольского, 1495—1583), который крестил колттов и других саамов, основал православный храм Бориса и Глеба, а также часовню в честь св. Георгия Победоносца в Нейдене в 1565 году. Первоначально церковь Бориса и Глеба, расположенная на левом берегу реки Паз, была деревянной, однокупольной, с колокольней; в храме хранилось рукописное житие преподобного Трифона. Настоятели Пазрецкого погоста жили при церкви лишь летом, а зимой перебирались в Колу. Прихожанами церкви до второй половины XIX века были преимущественно саамы и поморы (летом, в сезон рыбного промысла). Настоятели церкви св. Бориса и Глеба занимались просветительской деятельностью среди колтта-саамов Георгий Терентьев (1823—1904) и Константин Щеколдин(1867—1916); они также были одними из первых исследователей истории, культуры и языка коллтов. В 1826 году при демаркации границ России и Норвегии граница прошла по реке Паз, и левый берег, на котором стоит церковь, отошёл к Норвегии; однако ради сохранения православной церкви в составе России на норвежском берегу был создан анклав площадью 1 км2. Такая конфигурация границы сохранилась по сей день. Близ Пазрецкого погоста находилась пещера, в которой, по преданию, преподобный Трифон скрывался от сопротивлявшихся введению христианства саамов; впоследствии саамами эта пещера почиталась как святыня. После демаркации границ в 1826 году пещера оказалась на территории Норвегии.
23 июля 1870 года Пазрецкий погост посетил великий князь Алексей Александрович; он выделил деньги на ремонт сильно обветшавшего здания старой церкви, а затем инициировал строительство нового здания храма. Автором проекта стал инженер Д. В. Васильев. Строительство, курировавшееся особым комитетом при архангельском губернаторе, велось в 1872—1874 годах. 25 августа 1874 года состоялось освящение храма. 23 июня 1873 года Пазрецкий погост посетили король Швеции и Норвегии Оскар II и принц Оскар, герцог Готландский.
В 1920-х — 1940-х годах территория бывший Пазрецкий погост вместе со всем Печенгским районам находился на территории Финляндии. В 1944 году во время военных действий новая церковь Бориса и Глеба сильно пострадала, а более старый деревянный храм сгорел до основания. Храм был восстановлен в 1982—1992 годах, в 1992 году состоялось освящение. По состоянию на 2007 год богослужения в Борисоглебском храме проводились лишь два раза в год, 15 мая и 6 августа; храм труднодоступен для посещения в связи с нахождением на приграничной режимной территории.
В 1965 году этот район на короткое время был безвизовой зоной для иностранцев, но норвежские власти закрыли свободный проход через 59 дней из-за контрабанды спиртного. За рубежом Борисоглебский известен главным образом благодаря двум событиям — исчезновению здесь американского путешественника Ньюкомба Мотта в сентябре 1965 года (которого советские власти через несколько месяцев объявили «умершим») и Борисоглебской провокации в июне 1968 года.

## Население
| 2002 | 2010 |
| ---- | ---- |
| 58   | ↘21  |

Численность населения, проживающего на территории населённого пункта, по данным Всероссийской переписи населения 2010 года составляет 21 человек, из них 10 мужчин (47,6 %) и 11 женщин (52,4 %).